# Melkus RS2000
Melkus RS2000 – sportowy samochód osobowy produkowany przez niemieckie przedsiębiorstwo Melkus z Drezna w latach 2009-2012. 

## Historia i opis pojazdu
Od 2006 do 2009 roku trwały prace projektowe nad RS2000 – następcą legendarnego Melkusa RS 1000, który powstał w liczbie 101 sztuk w latach 1969–1979 w czasach NRD. W 2009 roku pojazd zadebiutował na targach IAA we Frankfurcie nad Menem. Melkus RS2000 dostępny był jako dwudrzwiowe coupé. Do napędu używano silników R4 o pojemności 1,8 l i mocy 270 KM oraz dwóch jednostek 2,0 l o mocy odpowiednio 325 i 375 KM. Moc przenoszona była na oś tylną. Samochód wyposażono w sześciobiegową, manualną skrzynię biegów. Tak jak poprzednik pojazd posiadał tzw. skrzydlate drzwi (otwierane do góry). Zakładano produkcję na poziomie 25 sztuk rocznie, jednak z powodu słabej sprzedaży przedsiębiorstwo Melkus popadło w problemy finansowe przez co produkcję RS2000 zakończono w 2012 roku. Samochód produkowano w Dreźnie w zakładzie Melkusa gdzie powstało 20 sztuk.

## Dane techniczne
| Wersja     | Silnik:             | Masa własna: | Spalanie: | Moc maks:                          | Maks. moment obrotowy     | 0-100 km/h: | V-max:   |
| ---------- | ------------------- | ------------ | --------- | ---------------------------------- | ------------------------- | ----------- | -------- |
| RS2000     | R4 1,8 l (1796 cm³) | 950 kg       | 9,8 l     | 270 KM (199 kW) przy 7800 obr./min | 260 Nm przy 6500 obr./min | 4,9 s       | 250 km/h |
| RS2000 GT  | R4 2,0 l (2000 cm³) | 975 kg       | 7,7 l     | 325 KM (239 kW) przy 6500 obr./min | 430 Nm przy b.d.          | 4,5 s       | 270 km/h |
| RS2000 GTS | R4 2,0 l (2000 cm³) | 995 kg       | 8,7 l     | 375 KM (276 kW) przy 6500 obr./min | 450 Nm przy b.d.          | 3,8 s       | 300 km/h |

## Galeria

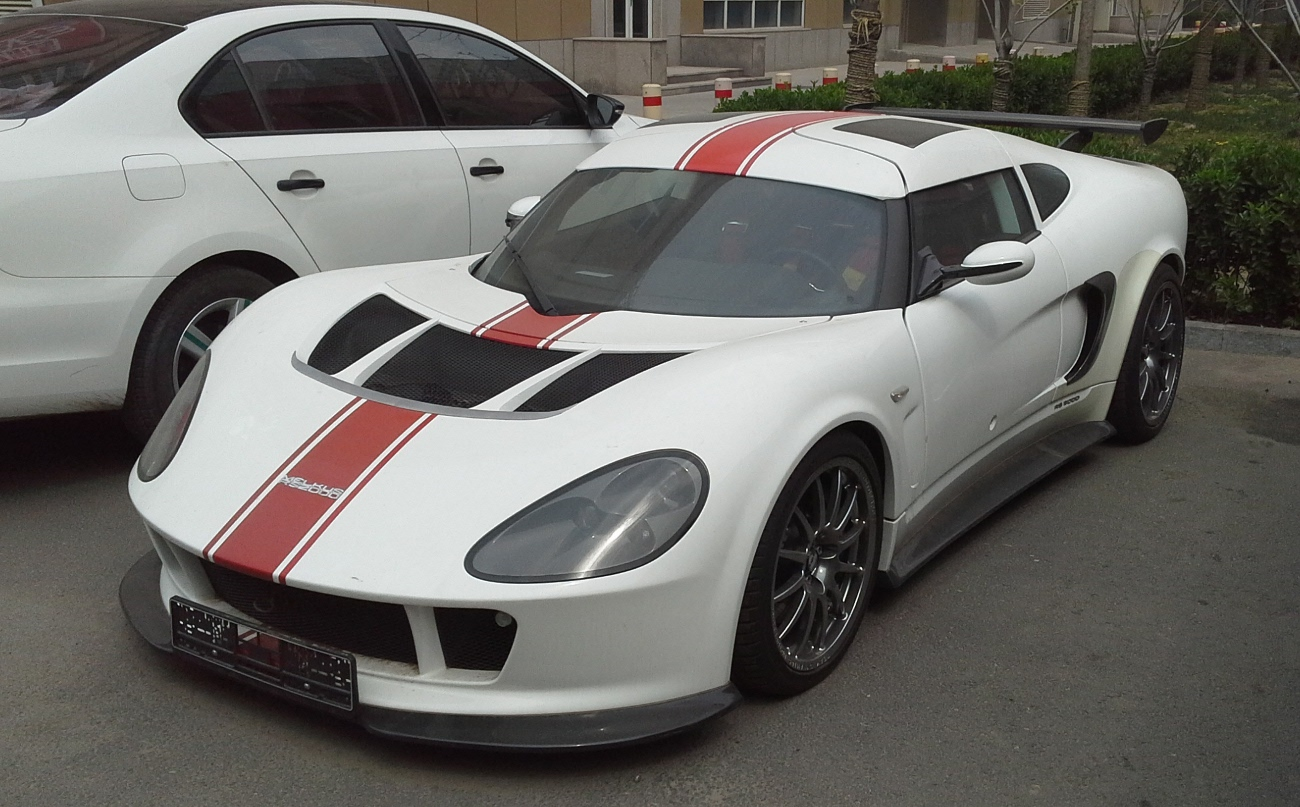
Melkus RS2000 w Chinach
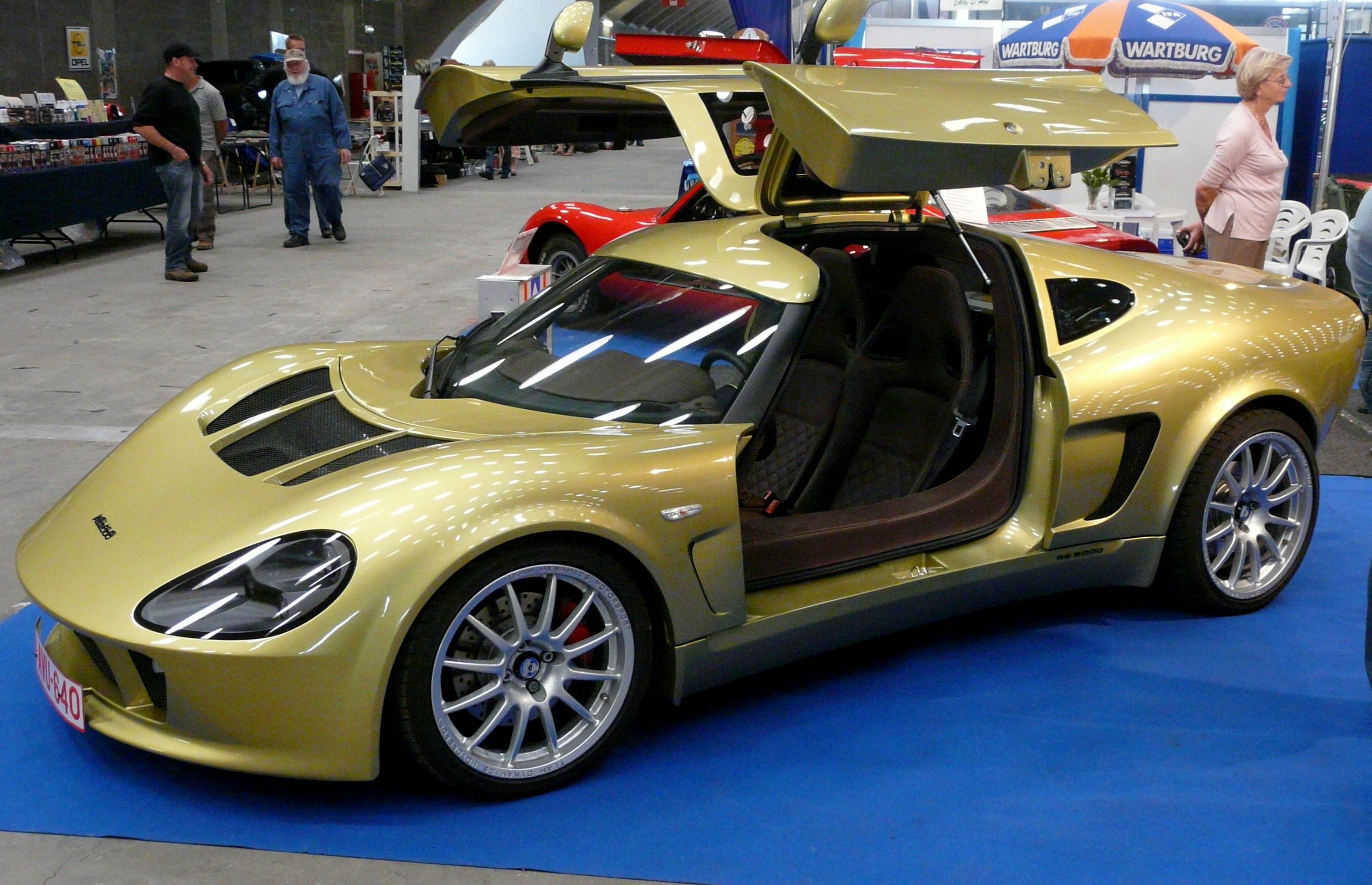
Melkus RS2000
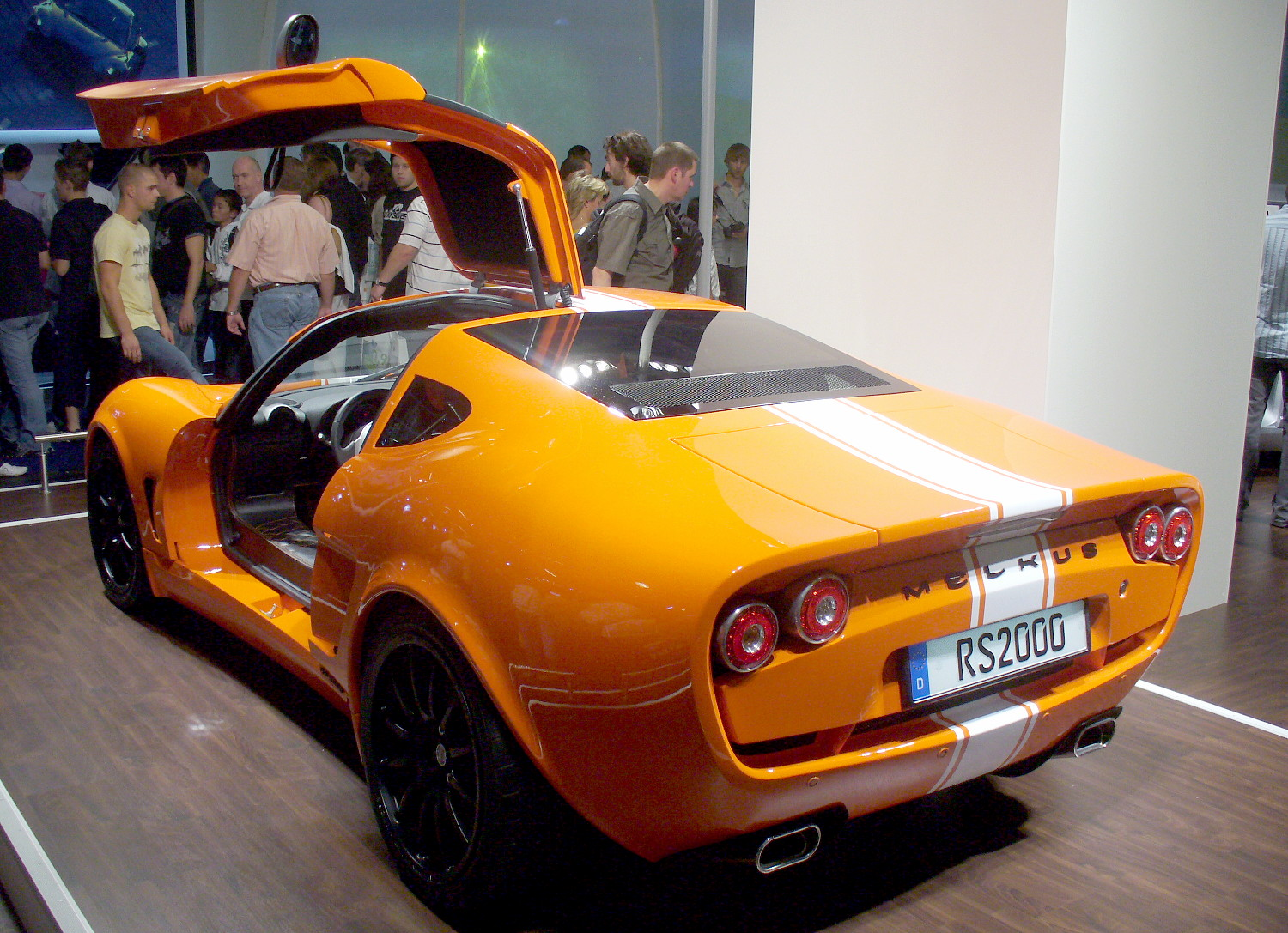
Tył pojazdu
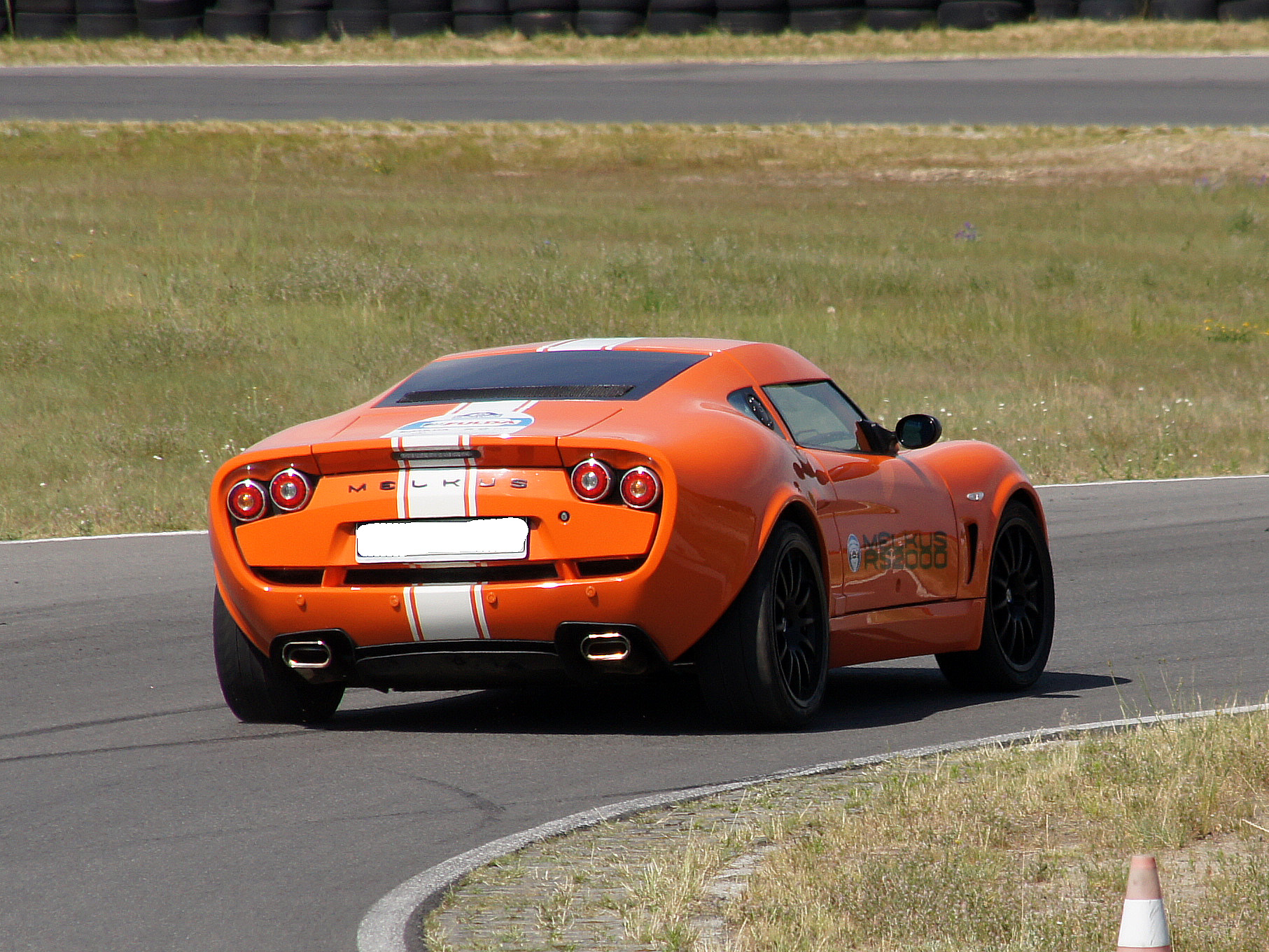
Melkus RS2000 na torze wyścigowym